# Dessecação

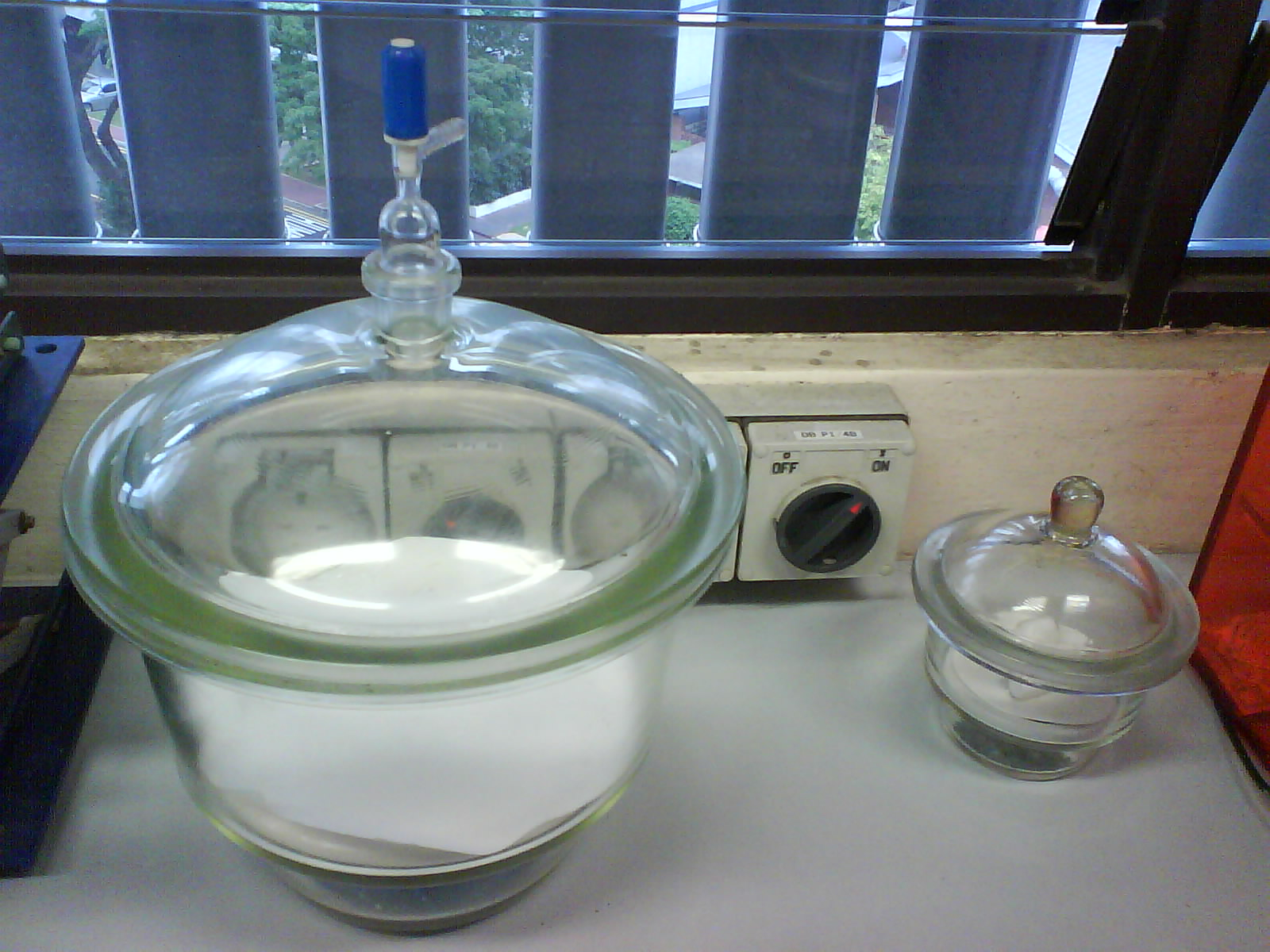
Um dessecador selado à vácuo (esquerda) e dessecador simples (direita). Silica gel com indicador de cloreto de cobalto (II) colocado no espaço de baixo (prateleira) é usado como dessecante.

Dessecação é o estado de extrema secura, ou o processo de extrema secagem. Um dessecante é uma substância higroscópica que induz ou mantém tal estado no ambiente em sua vizinhança ou num bem selado recipiente.

## Processos de dessecação

### Dessecador
Em laboratórios, um dessecador é um recipiente pesado de vidro ou plástico usado em química prática para produzir ou manter pequenas quantidades de material muito secas. O material é colocado sobre uma prateleira normalmente perfurada, e um agente de secagem ou dessecante, tal como a sílica gel ou hidróxido de sódio anidro, é colocado sob a prateleira.
Frequentemente algum tipo de indicador de umidade é incluído no dessecador para mostrar, por mudança de cor, o nível de umidade relativa. Estes indicadores podem ser em forma de grãos ou cartão. O produto químico ativo mais comum é o cloreto de cobalto (II) (CoCl2) anidro, um sal que possui coloração natural azul. Quando se liga com duas moléculas de água, (CoCl2•2H2O), torna-se púrpura. Hidratação adicional resulta no complexo cloreto de hexaaquacobalto (II) [Co(H2O)6]2+, de cor rosa. Entretanto, estes indicadores de cobalto estão sendo substituídos pelo indicador laranja, porque o cobalto é classificado como tóxico (segundo diretiva C 98/98 EC - potencialmente carcinogênico por inalação e pela Agência Internacional de Pesquisas sobre o Câncer (IARC) como potencialmente carcinogênico para humanos (2B). Ver Diretiva EC 98/98 publicaca 30.12.98, página 442, classificações do cloreto de cobalto.

## Biologia e ecologia
Em biologia e ecologia, dessecação refere-se à secagem de um organismo vivo ou morto, mas ainda não em decomposição, tal como quando animais aquáticos são postos fora da água, ou quando plantas são expostas a luz solar ou ambiente seco. 
As mumificações, tanto naturais quanto artificiais, são processos de dessecação.
Existem organismos passíveis de serem fortemente dessecados sem no entanto morrerem, restabelecendo seus metabolismos tão logo tenham contato com água ou mesmo apenas umidade novamente.
Ecologistas frequentemente estudam e avaliam vários organismos suscetíveis de dessecação.